# The Beer Drinkers
A The Beer Drinkers a brit Motörhead zenekar 1980-ban megjelent mini-albuma. Négy dalt tartalmaz, melyeket a bemutatkozó Motörhead album felvételekor rögzítettek 1977-ben. 1980-as megjelenésekor az EP a brit lemezeladási listán a 43. helyig jutott.
A nyitó "Beer Drinkers and Hell Raisers" egy ZZ Top feldolgozás, amit a Motörhead eredeti gitárosa, Larry Wallis által írt "On Parole" követ. Az "Instro" egy ének nélküli, instrumentális szám, a záró "I'm Your Witchdoctor" pedig egy újabb feldolgozás John Mayall dalából.
A Motörhead album jubileumi 1997-es újrakiadásán mind a négy felvétel megtalálható bónuszként.

## Az album dalai
1. "Beer Drinkers and Hell Raisers" (Billy Gibbons, Dusty Hill, Frank Beard) – 3:27
2. "On Parole" (Wallis) – 5:57
3. "Instro" (Clarke, Kilmister, Taylor) – 2:27
4. "I'm Your Witchdoctor" (John Mayall) – 2:58

## Közreműködők
- Ian 'Lemmy' Kilmister – basszusgitár, ének
- 'Fast' Eddie Clark – gitár
- Phil 'Philthy Animal' Taylor – dobok